# Hashiwokakero

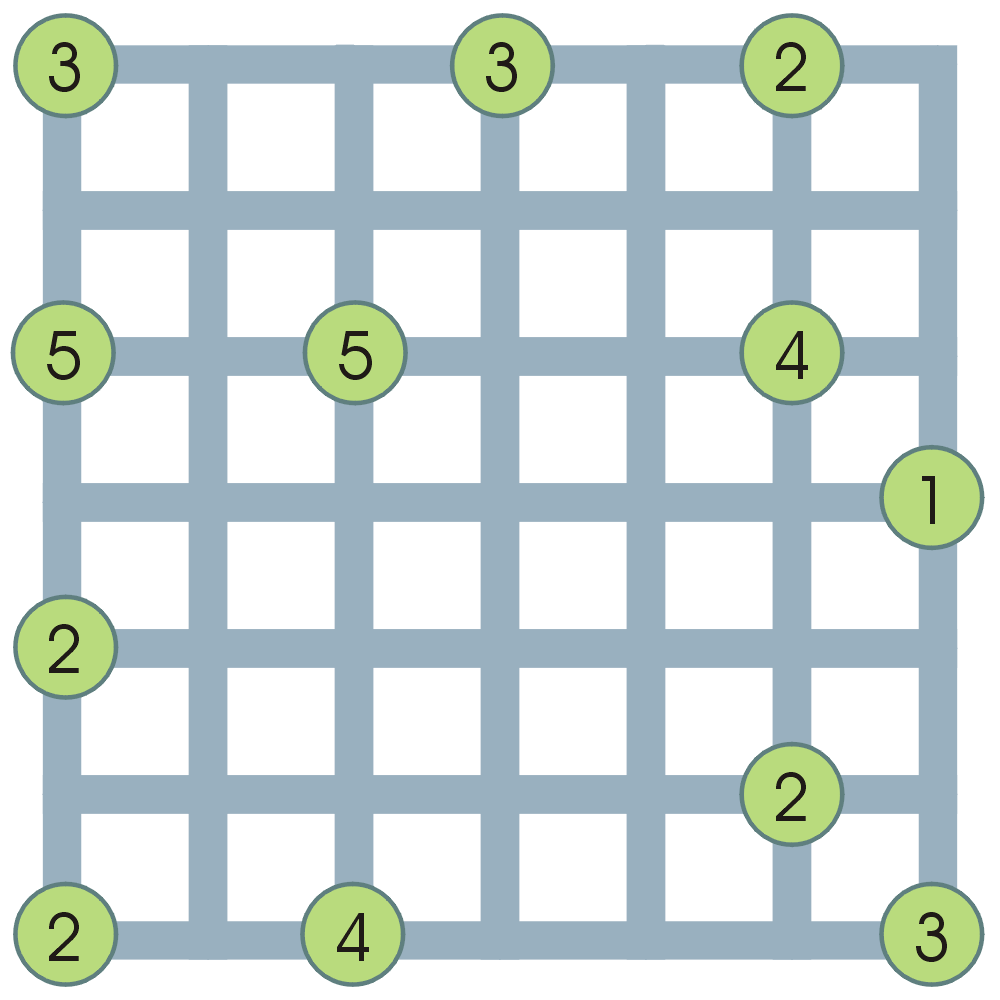

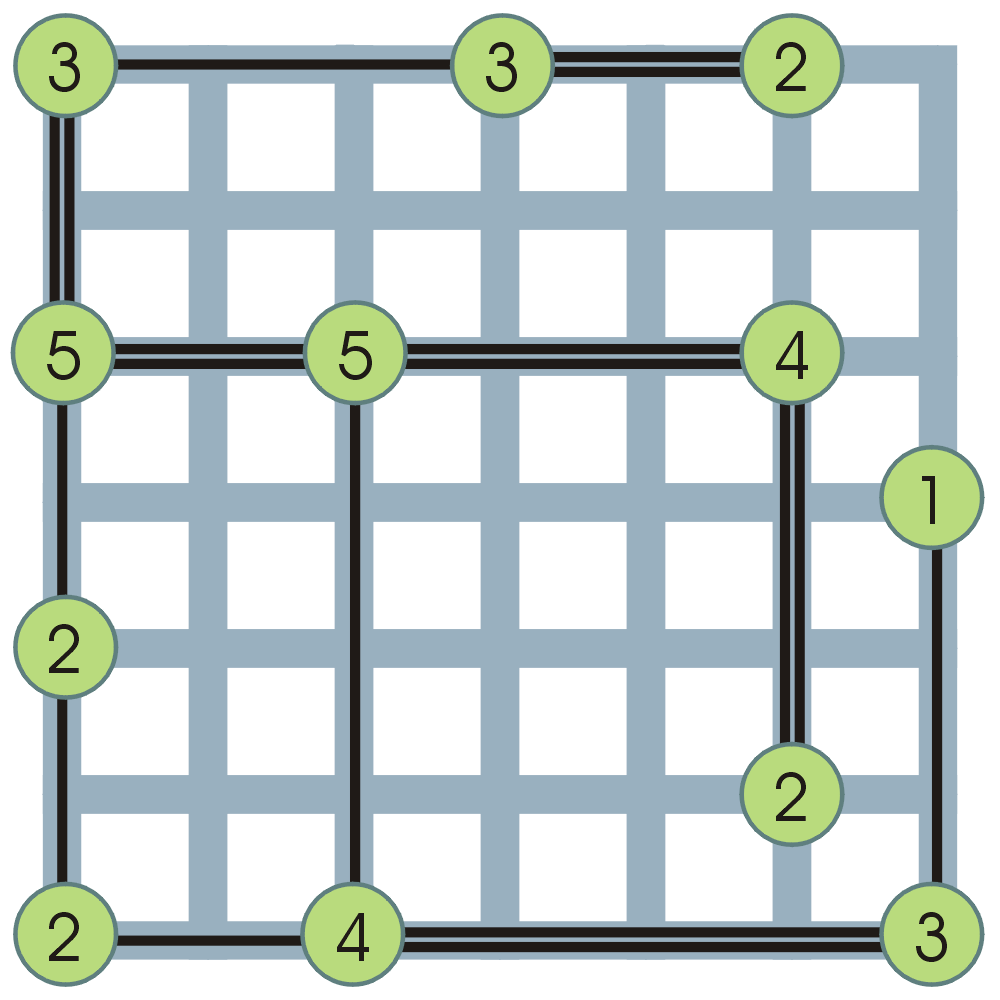

Hashiwokakero (jap. 橋をかけろ Hashi o kakero; pl. buduj mosty!) – popularna gra logiczna stworzona w Japonii przez wydawnictwo Nikoli. W Polsce, USA oraz pozostałych krajach gra została wydawana pod nazwą Hashi (jap. 橋 pl. most), w Wielkiej Brytanii jako „Mosty” (ang. Bridge), we Francji, Danii, Holandii i w Belgii gra została opublikowana pod tytułem Ai-Ki-Ai.

## Zasady
Nazwa łamigłówki ma ścisły związek z jej ideą. W diagramie przedstawione są wyspy w postaci kółek z liczbami od 1 do 8, które określają, ile dokładnie mostów ma być przyłączonych do danego kółka. Trzeba połączyć je tak, aby z dowolnej można było przedostać się przez te mosty na każdą inną. Obowiązują przy nim następujące zasady:
- mosty można przeprowadzić tylko w kierunkach poziomym i pionowym,
- każdy most musi łączyć dwie wyspy,
- mosty nie mogą się przecinać, ani nie mogą przechodzić przez wyspy,
- dwie wyspy mogą być połączone między sobą najwyżej dwoma mostami.

## Strategie
Rozwiązanie łamigłówki Hashiwokakero opiera się na ustaleniu, gdzie należy zbudować most, co pozwoli na wykluczenie innych potencjalnych miejsc dla mostów, a zmusi do zbudowania ich w innym miejscu, itd.
Wyspa w rogu z liczbą '3', z '5' przy zewnętrznej linii oraz z '7' w którymkolwiek miejscu muszą mieć przynajmniej jeden most w każdym z dostępnych kierunków, ponieważ, gdyby w jednym z kierunków nie było mostów, to nawet gdyby wszystkie inne miały ich po dwa, mostów byłoby za mało. Naturalnie, '4' w rogu, '6' przy zewnętrznej linii oraz '8' w którymkolwiek miejscu muszą mieć po dwa mosty w każdym z dostępnych kierunków. Wyspa z liczbą '1' nie może łączyć się z inną wyspą z liczbą '1', ponieważ powstał by w ten sposób odizolowany obszar. Wraz z powstawaniem kolejnych mostów pojawiają się kolejne strategie, na przykład '3', która może mieć mosty zbudowane jedynie w pionie, będzie mieć przynajmniej po jednym moście w górę i w dół.
Można wykreślać te wyspy, które posiadają już wymaganą liczbę mostów. Należy pamiętać, że zbudowanie mostu, który spowoduje powstanie zamkniętej „sieci” wysp, do których nie można już dobudować kolejnych mostów, powinno nastąpić dopiero wtedy, kiedy doprowadzi to do ostatecznego rozwiązania łamigłówki. W przeciwnym razie, może się okazać, że były one potrzebne do połączenia z innymi, pozostałymi w grze, wyspami.